# Šadrinskij rajon
Il Šadrinskij rajon (in russo Шадринский район?) è un rajon dell'Oblast' di Kurgan, nel Bassopiano della Siberia occidentale; il capoluogo è Šadrinsk. Istituito nel 1924, ricopre una superficie di 4.250 chilometri quadrati e nel 2010 ospitava una popolazione di circa 32.000 abitanti.